# Lorentz Hedman
John Thomas Lorentz Hedman, född 2 februari 1944 i Skellefteå landsförsamling, död 11 maj 2001 i Eskilstuna, var en svensk journalist, chef för Radio Sörmland, chefredaktör för Katrineholms-Kuriren och Eskilstuna-Kuriren med Strengnäs Tidning. Skapare av det årligen återkommande evenemanget Litterär afton i Katrineholm. Han var sedan den 18 maj 1968 gift med Kristina Corneliusson, faster till Ove Andersson (tidningsman).
Som chefredaktör för Katrineholms-Kuriren efterträdde han Magnus Nordangård. Hedman efterträddes i sin tur av Krister Wistbacka. Lorentz Hedman är gravsatt i minneslunden på Klosterkyrkogården i Eskilstuna.